# USS Adams (DM-27)
O USS Adams (DM-27) foi um contratorpedeiro da Marinha dos Estados Unidos, classe Robert H. Smith que serviu durante a Segunda Guerra Mundial.
O nome do navio é uma homenagem a Samuel Adams (1912-1942) oficial da Marinha dos Estados Unidos decorado para a ação na Batalha de Midway durante a Segunda Guerra Mundial.

## História
A embarcação atuou na área do Pacífico, participando de combates em Okinawa, Ilhas Kerama, Ilhas Marianas e Guam.
O navio foi reclassificado como caça-minas ligeiro em 7 de fevereiro de 1955, USS Adams (MMD-27), permanecendo em serviço até 1 de dezembro de 1970. Em dezembro do ano seguinte foi vendido para ser desmontado em Taiwan.

## Comandantes
| Comandante                        | Período                   |
| --------------------------------- | ------------------------- |
| Cdr. Henry Jacques Armstrong, Jr. | 10 de Outubro de 1944 -?? |